# 플란넬

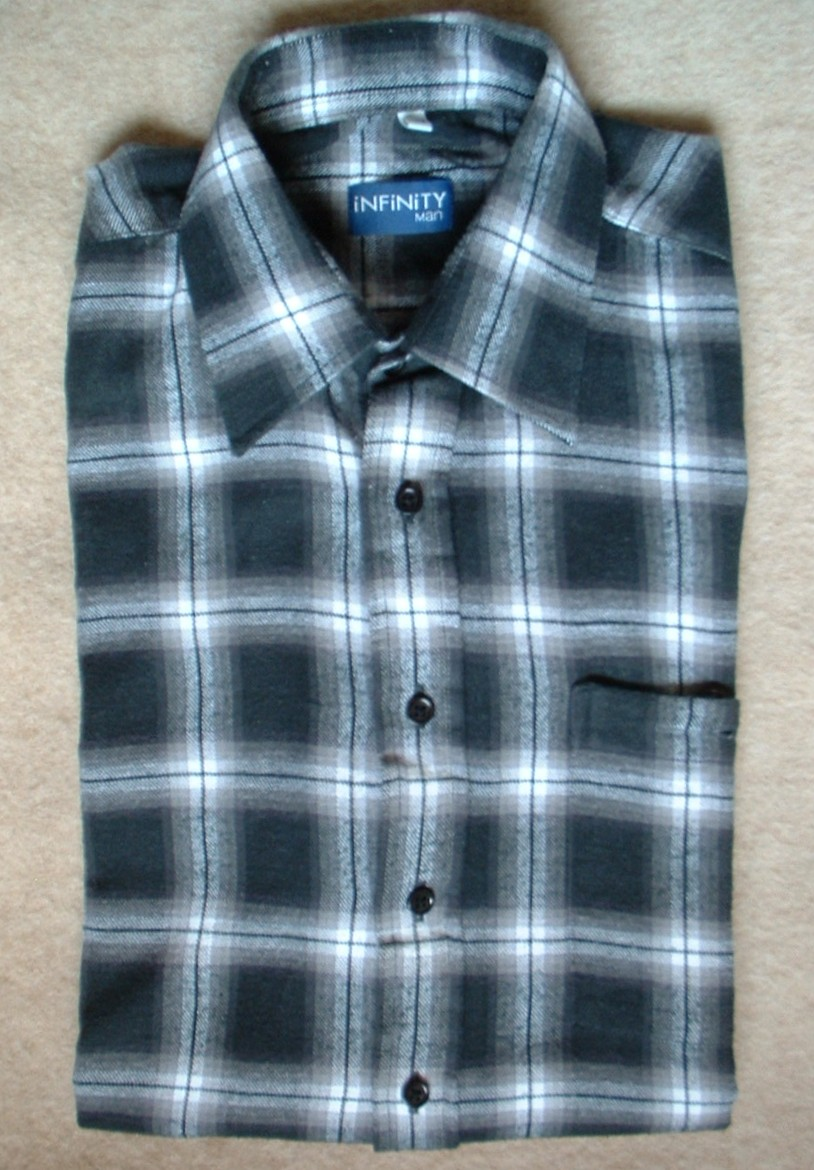
플란넬 셔츠

플란넬(flannel)은 부드럽고 가벼운 모직 또는 털실, 면, 레이온의 혼방사로 짠 능직이나 편직물을 의미한다. 의류, 이불에 일반적으로 사용된다.
플란넬이라는 단어의 기원은 확실치 않다. 그러나 플란넬과 유사한 직물이 중세 웨일스까지 거슬러 있으며, 웨일즈 기원설이 제창되었다. flanelle이라는 말이 17세기 후반에 프랑스에서 사용되었다. 그리고 독일에서는 Flanell이라는 단어가 18세기 전반에 사용되었다.

## 같이 보기
- 체크무늬
- 타르탄